# Frank Kearse
Pour les articles homonymes, voir Kearse.
(en) Statistiques sur pro-football-reference
Frank Kearse (né le 28 octobre 1988 à Savannah) est un joueur américain de football américain.

## Carrière

### Université
Kearse étudie à l'université A&M de l'Alabama, jouant pour l'équipe de football américain des Bulldogs.

### Professionnel
Frank Kearse est sélectionné au septième tour du draft de la NFL de 2011 par les Dolphins de Miami au 231e choix. Il effectue la pré-saison sous le maillot des Dolphins avant d'être libéré en septembre. Il signe vers la mi-septembre avec les Panthers de la Caroline avec qui il fait ses débuts en professionnel. Cependant, il fait deux saisons comme remplaçant, disputant quatorze matchs dont neuf comme titulaires.
En 2013, il signe avec les Titans du Tennessee mais il ne joue aucun match sous le maillot bleu ciel. Le 18 décembre, Kearse signe avec les Cowboys de Dallas, le lendemain de la libération de Drake Nevis

## Palmarès
- Seconde équipe de la Southwestern Athletic Conference 2009 et 2010